# Thomas S. Gates
Thomas Sovereign Gates, Jr., född 10 april 1906 i Germantown, Philadelphia, Pennsylvania, död 25 mars 1983 i Philadelphia, Pennsylvania, var en amerikansk företagsledare och ämbetsman.
Han var USA:s försvarsminister från 2 december 1959 till 20 januari 1961 i Dwight D. Eisenhowers administration.

## Biografi
Fadern Thomas S. Gates, Sr. var bankman och rektor för University of Pennsylvania (1930–1944). Gates, Jr. utexaminerades från samma lärosäte 1928. Sedan gjorde han en framgångsrik karriär på Drexel and Company, en investmentbank i Philadelphia. Han deltog i andra världskriget som officer i USA:s flotta både på Stilla Havet och på Medelhavet.
Gates tjänstgjorde på USA:s försvarsdepartement under hela Dwight D. Eisenhowers presidentskap, först som understatssekreterare för marinen (Under Secretary of the Navy) 1953-1957, sedan som marinminister 1957-1959, under 1959 som biträdande försvarsminister och till sist som USA:s försvarsminister från 1959 till januari 1961.
Som försvarsminister gav han bl.a. order för U-2-flyg. U-2-piloten Gary Powers sköts ned av en sovjetisk luftvärnsrobot 1960, något som skapade det mest spända läget i stormaktsrelationerna under Thomas S. Gates tid som försvarsminister.
Efter tiden som försvarsminister anställdes han av Morgan & Company, som senare skulle heta JPMorgan Bank och blev företagets vd, först i egenskap av President 1962 och 1965 även som Chief Executive Officer. Han var chef för USA:s diplomatiska beskickning i Folkrepubliken Kina från 1976 till 1977. Hans titel var ambassadör (trots att han inte officiellt kallades USA:s ambassadör i Kina) men beskickningen kallades United States Liaison Office i stället för ambassad, eftersom fulla diplomatiska relationer ännu inte hade återinförts mellan USA och Kina.